# 연인이여 돌아오라
《연인이여 돌아오라》(Lover Come Back)는 미국에서 제작된 델버트 맨 감독의 1961년 코미디, 멜로/로맨스 영화이다. 록 허드슨 등이 주연으로 출연하였고 마틴 멜처 등이 제작에 참여하였다.

## 출연

### 주연
- 록 허드슨
- 도리스 데이

### 조연
- 토니 랜들
- 이디 애덤스
- 잭 오키
- 잭 크루션
- 앤 B. 데이비스
- 조 플린
- 하워드 세인트 존
- 캐런 노리스
- 잭 알버트슨
- 찰스 와츠
- 도나 더글러스

## 제작진
- 미술: 로버트 클랫워시
- 미술: 알렉산더 골리천